# Молекулярний насос
Молекуля́рний насо́с (англ. molecular drag pump) — обертовий (роторний) вакуумний насос кінетичного типу, принцип дії якого ґрунтується на наданні молекулам відкачуваного газу при зіткненні їх із поверхнею високошвидкісного ротора (частота обертання до 90 тис. об/хв) додаткової швидкості, спрямованої до виходу насоса. За видом виконання ротора розрізняють молекулярні насоси циліндричні, дискові, конічні тощо. Залишковий тиск, що досягається насосами цього типу становить від 10 до 10−9 Па.

## Історична довідка
Перший молекулярний насос було створено німецьким фізиком Вольфгангом Геде, у якого виникла ідея такого насоса в 1905 році, й він потратив декілька років на переписку з компанією Leybold, намагаючись створити пристрій, придатний до практичного використання. Патент № 238213 під назвою «Rotierende Wakuumpumpe» («Обертовий вакуумний насос») йому було видано німецьким імператорським патентним відомством 3 січня 1909 року.
Перший прототип пристрою, який виправдовував очікування, досягнувши тиску менше за {\displaystyle 10^{-6}}мбар ({\displaystyle 10^{-4}} Па), було виготовлено у 1910 році. До 1912 року було виготовлено дванадцять насосів, а сама концепція пристрою була представлена на зборах Фізичного товариства в Мюнстері 16 вересня того ж року, і загалом була сприйнята позитивно. Як вказував Геде, ідею нового методу видалення газів йому подала стаття Мартіна Кнудсена, в якій були сформульовані основні закономірності молекулярного режиму течії газу.
Геде опублікував декілька статей про принципи роботи цього молекулярного насоса та його конструктивні особливості, і запатентував конструкцію.
Зокрема, в журналі «Annalen der Physik» з'явилася (1913) стаття В.Геде з описом будови та принципу роботи нового вакуумного насоса, який автор назвав «молекулярним». Вже на самому початку статті було підкреслено принципову відмінність нового насоса від існуючих раніше засобів отримання вакууму: «Усі відомі досі вакуумні насоси складаються із всмоктувального пристрою, який, згідно з первісною ідеєю Отто фон Геріке, відокремлює порцію газу з відкачуваної посудини і видаляє її до форвакууму або в атмосферу. Абсолютно необхідно при цьому, щоб між високим вакуумом і форвакуумом було досить добре защільнення. У механічних насосах це досягається щільно пригнаним поршнем і клапанами, а в ртутних та масляних насосах — самою рідиною. На відміну від цього в молекулярному насосі області високого і попереднього вакууму не розділяються ні поршнем, ні защільнювальною рідиною».
Цей «молекулярний насос Геде» знайшов використання в експериментах з тестування вакуумметрів. Незважаючи на високі технічні характеристики, значного поширення молекулярний насос Геде не отримав. Необхідність забезпечувати зазори близько 0,1 мм між рухомими частинами насоса викликала значні технологічні труднощі у його виготовленні. При експлуатації потрапляння твердих частинок (наприклад, уламків скла) всередину корпусу або навіть невелике зношування підшипників виводили насос з ладу. З поширенням дифузійних засобів відкачування молекулярні насоси Геде збереглися переважно в дослідницьких лабораторіях Німеччини, Англії та Франції. У 1930-40-х роках популярність здобули також конструкції молекулярних насосів Гольвека і Зігбана.

## Будова і принцип роботи

### Особливості молекулярного насоса на прикладі насоса конструкції Геде

Молекулярний насос конструкції Геде: 1 — випускний патрубок, 2 — впускний патрубок, 3 — ротор, 4 — статор

Принцип роботи насоса ґрунтується на молекулярно-кінетичних явищах та законах, що їх описують. Ротор 3 (див. рисунок) з великою швидкістю обертається в напрямку, вказаному стрілкою. Ротор має кільцеві рівці, у які входять виступи статора. Зазор між зовнішньою поверхнею ротора і внутрішньою поверхнею статора становить близько 0,1 мм. Глибина рівців ротора становить у середньому 4 мм. Між корпусом 4 і ротором 3 є зазор, який на ділянці між вхідними n і вихідними m сторонами значно менший. Тут величина зазору для більшої частини технічних моделей становить 0,02…0,05 мм.
Явища, що мають місце в насосі відбуваються за відсутності міжмолекулярного зіткнення у газі, який відкачується (режим молекулярної течії). Молекули, що входять у насос по впускній трубці 2, вдаряються в ротор 3 і отримують додатковий імпульс у напрямку випускного патрубка 1. Малий зазор між ротором і статором у зоні між вхідним і вихідним патрубками створює значний опір зворотному потокові газу безпосередньо через цю щілину. В результаті між випускною m і впускною n сторонами виникає різниця тисків {\displaystyle p_{fore}-p_{vac}}. Послідовне сполучення вхідних та вихідних отворів усіх рівців дає можливість збільшити загальний перепад тиску в насосі.

### Розрахункові і реальні характеристики
Для молекулярного режиму течії газу взаємозв'язок між швидкістю u робочої поверхні ротора, довжиною L та поперечним розміром h робочої камери і значеннями тисків на вході {\displaystyle p_{vac}} і виході {\displaystyle p_{fore}} описується формулою Геде:
{\displaystyle L\cdot u={\frac {h}{\vartheta }}\ln {\frac {p_{fore}}{p_{vac}}}},
звідки:
{\displaystyle {\frac {p_{fore}}{p_{vac}}}=\exp {\frac {Lu\vartheta }{h}}}
Для u = 5700 см/с, L=7 см, h = 0,1 см і вважаючи що для повітря за кімнатної температури {\displaystyle \vartheta } = 0,000016, отримуємо співвідношення тисків {\displaystyle {\frac {p_{fore}}{p_{vac}}}}=620.
Досягти таких співвідношень в експериментах Геде не вдалося. Великі проблеми виникли при створенні в установці молекулярного режиму течії газу, тобто тиску нижче 0,001 мм рт. ст. Проте теоретичні викладки свідчили про принципову можливість створення ефективного засобу отримання високого вакууму.
Ці принципи були реалізовані Геде у конструкції молекулярного насоса, який випускався, починаючи з 1913 року, фірмою «Leybold's Nachfolgers».
В результаті розрахунків тиск розрідження визначається залежністю {\displaystyle S\sim {\frac {\omega }{\sqrt {M}}}}, де {\displaystyle \omega } — частота обертання ротора, M — молекулярна маса газу, що відкачується.
Для зниження тиску на лінії випускного патрубка (вихід молекулярного насоса) використовується окремий форвакуумний насос, оскільки для того, щоб функціонувати, молекулярний насос повинен працювати під досить низьким тиском, щоб газ усередині рухався у режимі вільного молекулярного потоку.
Найбільший тиск на виході молекулярних насосів не повинен перевищувати 0,1 мм рт.ст (1,333 мбар). Граничний тиск розрідження таких насосів сягає нижче за 10−6 мм рт. ст. (1,333·10−5 мбар).
Одним з важливих показників насоса є ступінь стиснення, {\displaystyle K}. Він визначається як відношення тиску на виході, {\displaystyle p_{fore}} до тиску вакууму, {\displaystyle p_{vac}} і є приблизно постійним для різних тисків, але залежить від виду газу.
{\displaystyle {\frac {p_{fore}}{p_{vac}}}=K}
Ступінь стиснення можна оцінити за допомогою кінетичної теорії газів шляхом розрахунку потоку від зіткнення молекул газу з обертовими поверхнями та швидкості дифузії у зворотному напрямку. Ступінь стиснення має тенденцію бути вищим для важких молекул, оскільки теплова швидкість легших газів вища і швидкість обертового циліндра у меншій мірі впливає на легші гази які є рухливішими.

## Розвиток конструкції молекулярного насоса

### Конструкція Гольвека
Покращена конструкція молекулярного насоса Геде була запропонована на початку 1920-х років французьким фізиком Фернаном Гольвеком, що входила до складу апаратури по вивченню м'якого рентгенівського випромінювання. Насос був виготовлений французьким виробником наукових інструментів Шарлем Бодуеном. Гольвек подав заявку на патент на пристрій у 1925 році. Основною відмінністю від насоса Геде було додавання спірального рівця, врізаного або в обертовий циліндр, або в статичний корпус. Насоси Гольвека часто моделювали теоретично. Співробітник Гольвека, А. Гонде, пізніше запропонував низку вдосконалень конструкції насоса.
При зазорі між ротором і статором 0,025 мм і форвакуумному тиску від 70 до 0,01 мм рт.ст. насос Гольвека забезпечував ступінь стиснення близько 7·107. При зазорі, у два рази більшому, і форвакуумному тиску від 30 до 0,01 мм рт. ст. максимальна величина становила 2·107.

### Конструкція Сігбана
Інша конструкція вакуумного насоса була запропонована шведським фізиком Манне Сігбаном, який виготовив та використовував її у 1926 році. У насосі Сігбана ротор має форму вузького сталевого диска. Гвинтові канали для відпомповування прорізані у вертикальних стінках ротора; їх глибина змінюється від 22 до 1 мм. При обертанні ротора зі швидкістю 3700 об./хв насос розвивав продкутивнісь 73 л/с. Граничний тиск, отриманий за допомогою насоса становив 6·10−7 мм рт.ст. У період з 1926 до 1940 років було виготовлено близько 50 насосів конструкції Сігбана. Ці насоси, як правило, були повільнішими, ніж аналогічні дифузійні насоси, тому були рідкістю за межами Уппсальського університету. Більші і швидші насоси конструкції Сігбана почали виготовляти близько 1940 року для використання в циклотронах. У 1943 році М.Сігбан опублікував статтю про ці насоси, що базувалися на обертовому диску.

## Тубомолекулярні насоси

Схема роботи турбомолекулярного насоса

Хоча молекулярні насоси конструкцій Геде, Гольвека і Сігбана є функціональними конструкціями, вони залишались відносно рідкісними як автономні насоси. Однією з проблем була швидкість відкачування: такі альтернативи, як дифузійний насос, були набагато продуктивнішими. По-друге, основною проблемою цих насосів є надійність: із зазором між рухомими поверхнями в десятки мікрометрів будь-який пил або зміна температури загрожували контактом деталей і виходом насоса з ладу.
Турбомолекулярний насос подолав багато з цих недоліків. Першу конструкцію турбомолекулярного насоса (ТМН) було винайдено і запатентовано у 1957 році В. Беккером (W. Becker) з компанії «Pfeiffer Vacuum». За своєю конструкцією насос Беккера нагадував багатоступінчастий компресор. Основною частиною таких насосів, що отримали згодом назву турбомолекулярних, є рухомі (роторні) й нерухомі (статорні) диски. В дисках було виконано косі прорізи, при цьому профілі прорізів статорних дисків були дзеркальним відбиттям роторних прорізів. Насос, описаний В. Беккером у 1961 році, мав ротор діаметром 600 мм, що обертався зі швидкістю 6000 об/хв. ТМН є ефективним в області високого й надвисокого вакууму. ТМН Беккера забезпечував швидкість відкачування по повітрю 4250 л/с.
Вакуум, що створюється сучасним турбомолекулярним насосом, може становити від 10 −2 Па до 10−8 Па (10−10 мбар; 7,5·10−11 мм рт ст). Швидкість обертання ротора — десятки тисяч обертів на хвилину.